# باکارس
باکارس (به اسپانیایی: Bacares) دهستانی در استان آلمریای اسپانیا است.
در این دهستان ۲۹۱ نفر زندگی می‌کنند. مساحت این دهستان ۹۴٫۹۵ کیلومتر مربع است.